# ميلاني براون
ميلاني جانين براون (بالإنجليزية: Melanie Janine Brown) (ولدت 29 مايو 1975) هي مغنية، مؤلفة أغاني وممثلة إنجليزية كانت عضوة في فرقة سبايس غيرلز أطلق عليها لقب سكاري سبايس.
أعلنت في عام 2006 أنها تحمل طفلا من الممثل الأمريكي إيدي ميرفي وبعد ولادته أثبتت اختبارت الدم ذلك، أنجبت فتاة أطلقت عليها اسم أنجيل.
تزوجت من  رجل الأعمال الأيسلندي فيجولنيه بورجريسون في ليتل مارلو، باكينجهامشير، في 13 سبتمبر 1998. أصبحت براون حاملاً في يونيو، وتزوج الزوجان في ليتل مارلو، باكينجهامشير، في 13 سبتمبر 1998. غيرت براون اسمها المسرحي إلى ميلاني جي بينما كانوا متزوجين. ولدت ابنتهما فينيكس تشي جولزار في 19 فبراير 1999. تقدم براون بطلب الطلاق في عام 2000، وتم الانتهاء من الطلاق في وقت لاحق من ذلك العام. فاز براون بالوصاية، ودفع تسوية النفقة بمبلغ 2.8 مليون دولار غولزار. تمت مقاضاة غولزار بتهمة تهديد براون ومهاجمتها شقيقتها دانييل، في أغسطس 2001. تم إدانته بالاعتداء، لكن المحكمة اثبتت برأته لاحقًا. خلال توقف المجموعة أصدرت براون ألبومها الأول "Hot". الأغنية المنفردة للألبوم«أريدك أن تعود»، واحتلت المرتبة الأولى في الولايات المتحدة وأدرجت في الموسيقي التصويرية لفيلم «لماذا يخدع السقوط في الحب» عام 1998 تم وضع الأغنية الفردية"Tell me" و"Feels so good" ضمن أفضل خمس أغاني في المملكة المتحدة، بعد توقيعها مع العلامة المستقلة Amber Cafe، أصدرت ألبومها الفرد الثاني L.A.State Of Mind، حيث أُنتجت أغنية واحدة وهي "Today". أصدرت براون أغنيتها "For One in My life" عام 2013، وهي أول أغنية فردية منذ ثمان سنوات. وصلت الأغنية إلى المرتبة الثانية على قائمة “Billboard Hot Dance Club Songs. في عام 2000، بدأت براون علاقة مع الممثل ماكس بيزلي. مؤرخة الزوجين لمدة عامين.

## وصلات خارجية
officialmelb على تويتر.
- ميلاني براون على إنستغرام
- . على يوتيوب
- ميلاني براون  على فيسبوك.
- ميلاني براون على موقع IMDb (الإنجليزية)
- ميلاني براون على موقع ميتاكريتيك (الإنجليزية)
- ميلاني براون على موقع الموسوعة البريطانية (الإنجليزية)
- ميلاني براون على موقع روتن توميتوز (الإنجليزية)
- ميلاني براون على موقع قاعدة بيانات الأفلام العربية
- ميلاني براون على موقع ألو سيني (الفرنسية)
- ميلاني براون على موقع ميوزك برينز (الإنجليزية)
- ميلاني براون على موقع تيرنر كلاسيك موفيز (الإنجليزية)
- ميلاني براون على موقع أول موفي (الإنجليزية)
- ميلاني براون على موقع قاعدة بيانات برودواي على الإنترنت (الإنجليزية)
- ميلاني براون على موقع قاعدة بيانات برودواي على الإنترنت (الإنجليزية)